# Література рідного краю. Чернігівщина
«Література рідного краю. Чернігівщина» — хрестоматія, в якій зібраний кращий творчий доробок авторів Чернігівщини. 

## Загальні дані
Бібліографічні дані:
| Література рідного краю. Чернігівщина : Хрестоматія / Упорядкування, загальна редакція Г. В. Баран — Новоград-Волинський: «НОВОград», 2021. — 1320 с. ISBN 978-617-7628-63-6 |
Книга підписана до друку 17 лютого 2021, це остання літературна і наукова праця письменниці Ганни Арсенич-Баран, яка раптово померла 1 квітня 2021.
На 1320 сторінках хрестоматії − біографії й твори 226 авторів, які або народилися на Чернігівщині, або тут працювали чи працюють, або  пов’язані з нашим краєм. Книга важить 3,5 кг.
Хрестоматія укладена за хронологічним принципом, поділена на історичні періоди в літературному процесі. Книга побудована за такою структурою:
1. біографія письменника з фото;
2. біографія англійською мовою;
3. твори, запропоновані для вивчення в школі;
4. запитання й завдання до теми.

Хрестоматія адресована вчителям української літератури, учням 5—11 класів шкіл, усім, хто цікавиться літературним процесом на Чернігівщині.

## Презентації і публікації в медіях
Вперше хрестоматію презентували 7 липня 2021 в арт-просторі Публічної бібліотеки Коропської громади. Книгу презентувала письменниця й краєзнавець Валентина Михайленко, яка допомогла зібрати для хрестоматії інформацію про літераторів із Коропщини.